# Flašinet

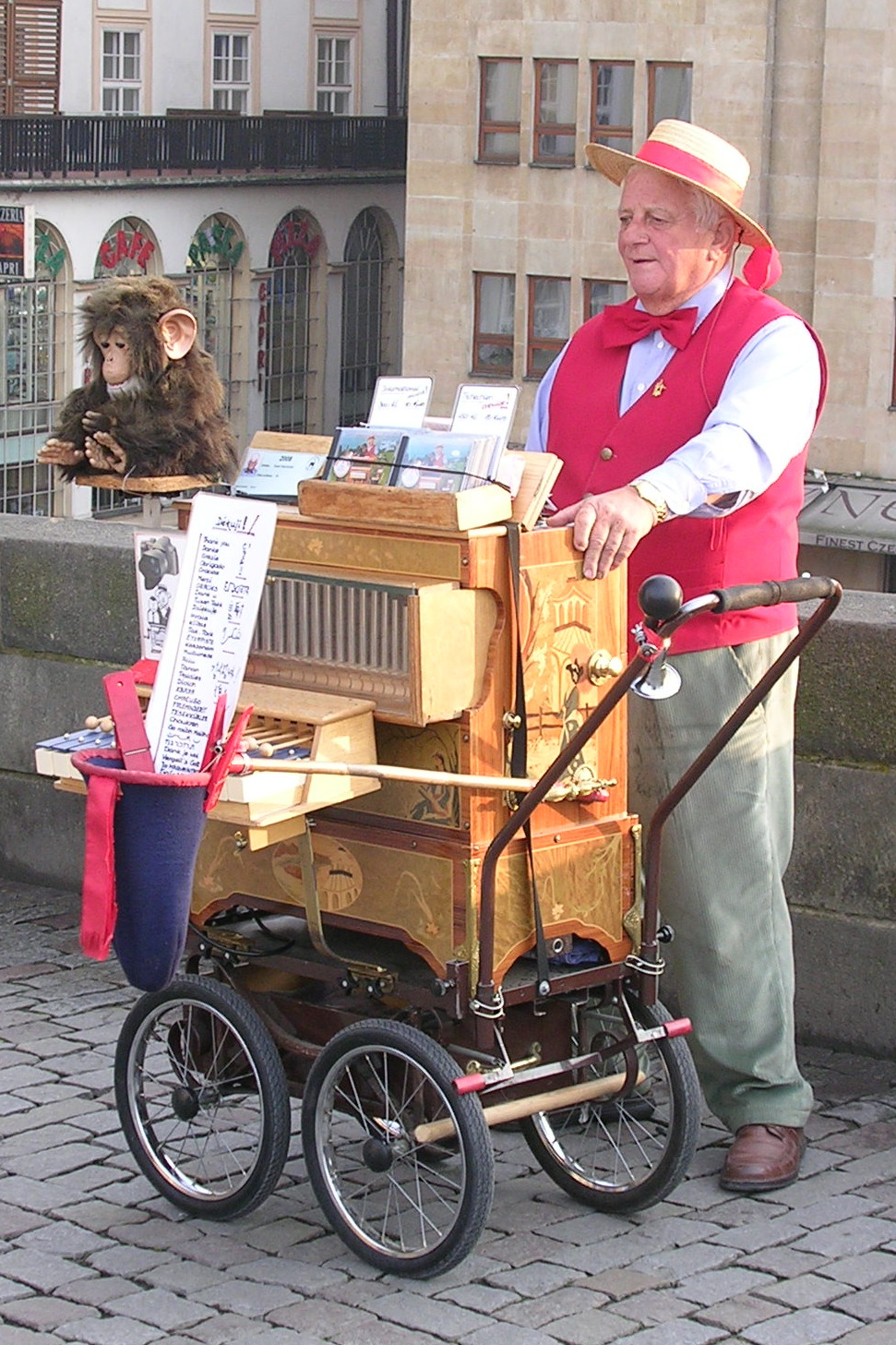
Flašinetář v Praze na Karlově mostě (2008)

Flašinet (z franc. flageolet), někdy také nazývaný kolovrátek, cimprkaslík nebo verklík, je přenosný mechanický hudební nástroj (automatofon), zpravidla poháněný klikou, který reprodukuje hudbu naprogramovanou na hracím válci, notovém svitku nebo z paměťové karty. Patří mezi aerofonní automatofonické hudební nástroje.
Slovo kolovrátek bylo zvoleno jako náhrada zmíněného hojně užívaného germanismu verkl/vergl.

## Historie
Flašinet pochází z východní Asie kde vznikl asi v 16. století. Do Evropy se rozšířil kolem poloviny 17. století, jeho chrámové využití, stejně jako princip zvonkohry, popsal jezuita Athanasius Kircher. V podobě velké skříně se nástroj stal oblíbenou zábavou vyšších společenských vrstev. V 19. století se tyto skříně, doplněné o bicí nástroje, a nazývané orchestrion, přesunuly také do hostinců. Kromě nich se již vyráběly malé flašinety přenosné, které se používaly při lidových slavnostech a nástroj takto zlidověl. 

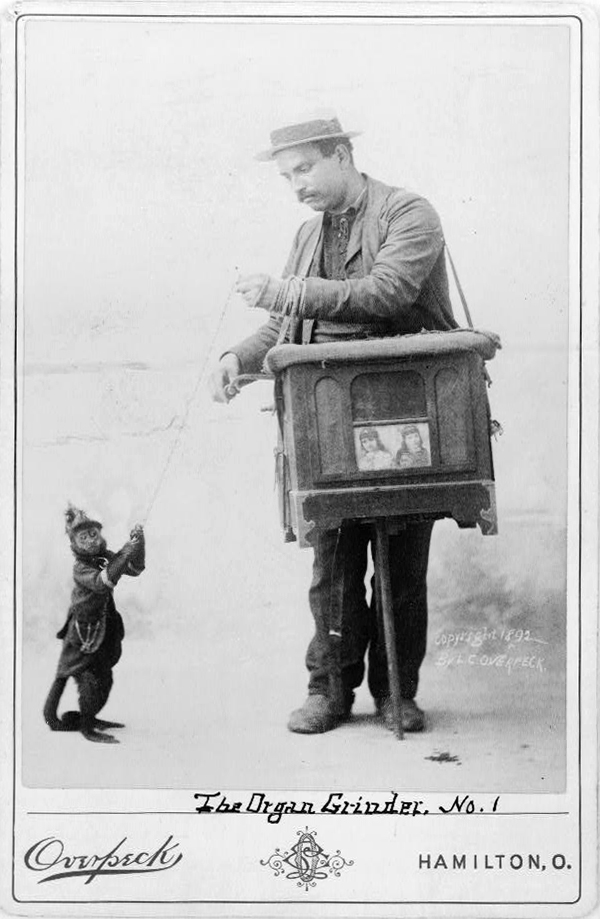
Flašinetář s opičkou, 19. století

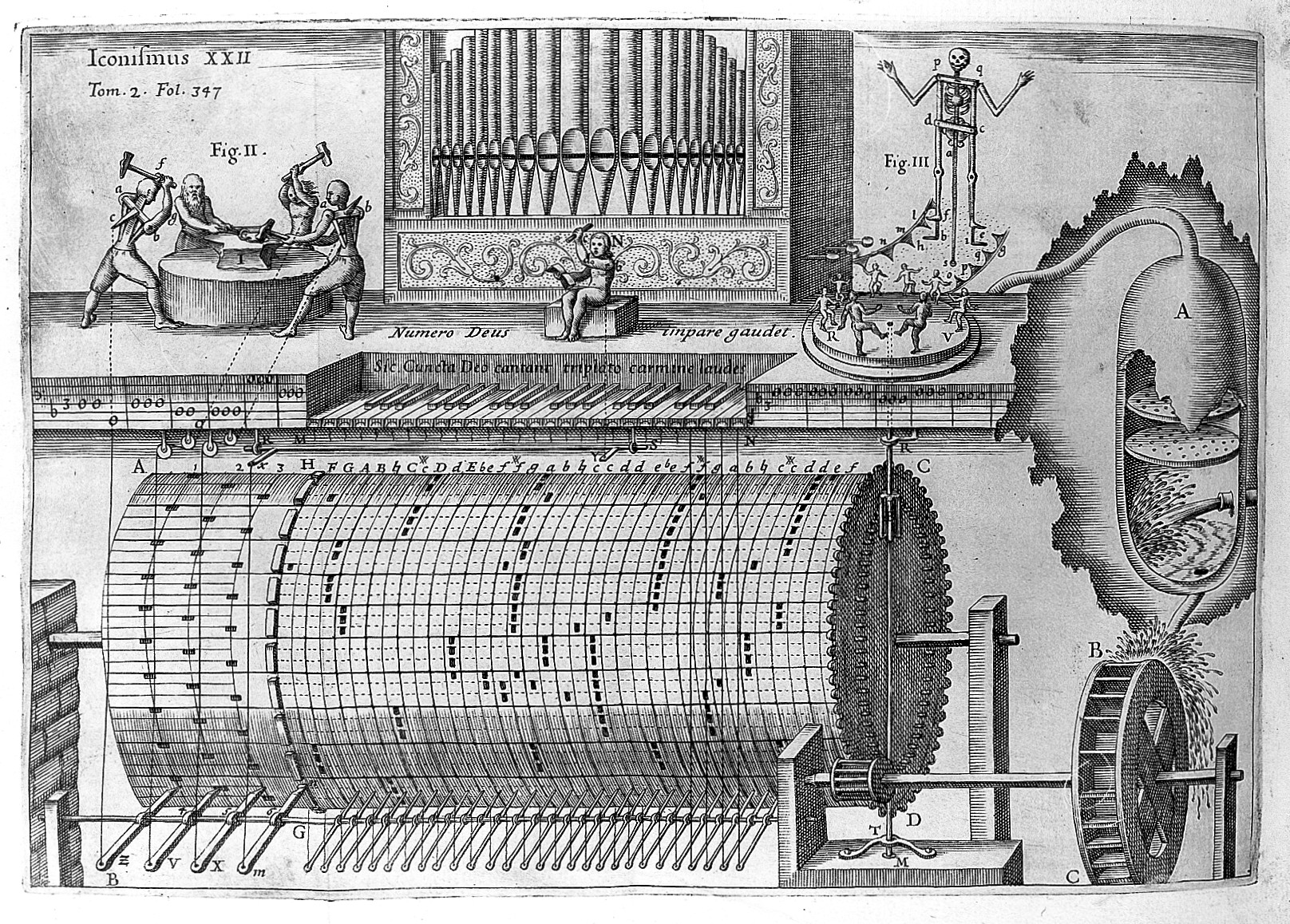
Athanasius Kircher: Musurgia universalis (1650) schéma mechanického hracího stroje

Od 18. století bylo právo na veřejnou hru na flašinet udělováno osobám, které si jinak vydělávat nemohly. Jednalo se zejména o invalidy, vysloužilé vojáky a chudé vdovy. Flašinetáři obcházeli poutě, lidové zábavy a tržiště, byli běžně k vidění v městech na ulicích, kde hráli za drobné mince od kolemjdoucích, jejich produkce nebyla považována za žebrotu.
Hrály se nejen tzv. kramářské písně, ale i díla uznávaných autorů. Nadanější flašinetáři doprovázeli svou hru zpěvem. Podnikavější používali k výběru peněz cvičenou opičku, nebo druhou rukou ovládali činely a nohou paličku od bubnu; jiní mívali jako doprovod loutku, cvičeného psa či mluvicího papouška. Flašinet vytlačil z ulic oblíbenou harfu či niněru.

### Čechy
K významným výrobcům flašinetů u nás patřilo nemálo varhanářů, například firma Riemer a synové v Chrastavě, Franz Kolb v Pekařově, A. F. Salamon v Liberci, Josef Vavřín v České Třebové, Josef Vodička v Poděbradech, Václav Hrubeš otec a jeho syn téhož jména. V Čechách působilo kolem 30 výrobců, ale jejich činnost zanikla v důsledku válečných událostí a změny politických režimů.
V Praze byla známou dílna Josefa Kameníka, který vyrobil poslední flašinet roku 1946. K dalším pražským výrobcům jiných typů hracích strojů patřil pražský závod otce Františka a syna Gustava Řebíčkových.

### Zajímavost
Počátkem 20. století se v ulicích měst objevili i „flašinetáři“, kteří místo flašinetu provozovali hudbu na gramofonu připevněném na vozíčku.

## Princip nástroje
Jsou to principiálně malé varhany s řadou vyladěných retných nebo jazýčkových píšťal a s měchem se stlačeným vzduchem, ten se tam vhání otáčením kliky. Klika dále otáčí válcem opatřeným kolíčky které otvírají u jednotlivých píšťal klapky a těmi proudí do píšťal stlačený vzduch. Do 1. poloviny 20. století byly pro záznam užívány dřevěné válce s kovovými kolíčky. Skladby do nich vytloukali varhanáři nebo šikovnější muzikanti. Po polovině 20. století se ve Francii a Belgii začíná používat mechanika na mechanicky skládané perforované prešpánové kartony. Konec 20. století již přináší perforované navinuté svitky o délce několika metrů.
Mezi flašinety se někdy řadí i mnoho podobných nástrojů, které neměly píšťaly, ale pomoci obdobných mechanizmů rozeznívaly zvonky, struny nebo jen laděné plíšky. Také jejich pohon se různí, může to být péro či závaží. Válec je mnohdy nahrazen kotoučem z plechu nebo pásem z tuhé lepenky. Délka skladby je omezena velikosti válečku, při použití kotouče nebo pásu může být skladba mnohem delší. Flašinet byl předchůdcem aristonu i orchestrionu.

## Současnost
Flašinet se dodnes používá pro zpestření při různých akcích majících spojitost s minulostí, na výročních trzích, poutích a regionálních slavnostech kterým dodává starobylou atmosféru. Flašinetáři doplňují svá vystoupení také o jiné nástroje nebo produkci cvičených zvířat.
Velké popularitě se těší i výroba flašinetů s hudebním nosičem v podobě midi nebo mp3 souborů. I starší stroje mohou být pro tuto mechaniku přestavovány. Přívod vzduchu do píšťal se pak reguluje pomocí elektromagnetických klapek. Nově vytvářené nástroje už v sobě často píšťaly ani nemají. Pomocí vestavěné elektroniky tak už nehrají živě, ale reprodukovaně. Jejich výhodou je mnohem menší hmotnost, větší odolnost a absence pravidelného ladění. Své místo si tyto malé skříňky, ale také zaslouží. Například jako doplněk divadelních představení.

### Česká republika
- V roce 2012 byla při Kruhu přátel Technického muzea v Brně založena Sekce Flašinety a mechanické hrací stroje. Od skromných začátků se nyní s jejími členy můžeme setkávat na mnoha nových festivalech, poutích a oslavách v České republice i v zahraničí. Pod její patronací se objevují zajímavé akce, jejichž cílem je české flašinetářství udržet a propagovat jako fenomén měst a vesnic.
- Tradice flašinetářských festivalů vznikla v Liberci. S nápadem přišel pracovník Severočeského muzea v Liberci Jiří Volný. První festival se konal v roce 2010, od roku 2014 se na festivalu začaly podílet i další organizace. Festival se rozvinul v několikadenní akci, jež začíná v Praze pod patronací Českého muzea hudby, dále pokračuje v Liberci pod Severočeským muzeem, díky zájmovému spolku Obnova kulturního dědictví údolí Desné se dostává do malebného prostředí Pekařova a Velkých Losin a končí v Brně pod pořadatelstvím Technického muzea. Srpnový festival je osmidenní, čímž se stává opravdu ojedinělou akcí tohoto druhu. Součástí festivalu je seminář konaný v Technickém muzeu v Brně, kde mají odborníci příležitost prezentovat výstupy své badatelské činnosti.[5]
- Svatá Flašinetálie: Od roku 2023 mají čeští flašinetáři a další pouliční umělci svou fiktivní patronku. U příležitosti 12. festivalu Liberecký flašinetář byla historiky umění Patrikem Pařízkem a Christou Hohnhauser představena ojediněle dochovaná malba Svaté Flašinetálie. "...vstoupila do řeholního řádu a strávila svůj život službou Bohu prostřednictvím skutků lásky a nezištnosti. Žila po boku Organetta a společně se věnovali stavbě varhan a hracímu nástroji s válcek a píšťalami, který označili jako „flašinet“."[6] Nevelký obraz nyní putuje společně s účastníky flašinetářských festivalů.[7] Rovněž se stal vítanou inspirací pro vznik vědeckých článků nebo reportáží.[8][9]
- Mezi nejznámější české flašinetáře patří Jan Bondra, který je rovněž prezidentem Společnosti přátel flašinetů a mechanických hracích strojů při Technickém muzeu v Brně.[10]
- Při festivalu Flašinet žije, které pořádá České muzeum hudby, vystoupil s historickým flašinetem Josefa Kameníka v roce 2023 i jeho jmenovec Josef Kameník, jenž údajně navazuje na tradici vlastních předků.[11]

## Galerie

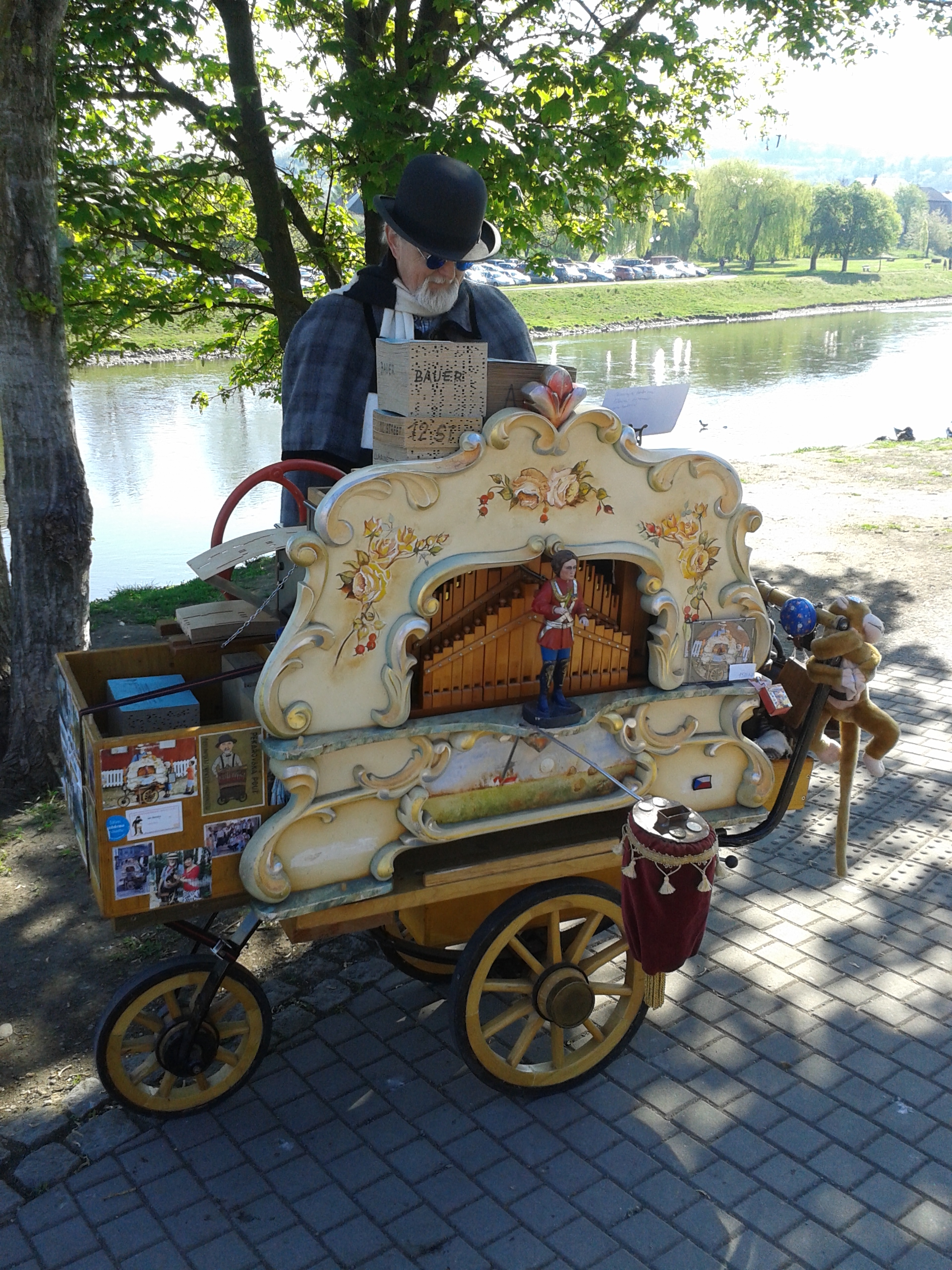
Flašinetář Jan Bondra
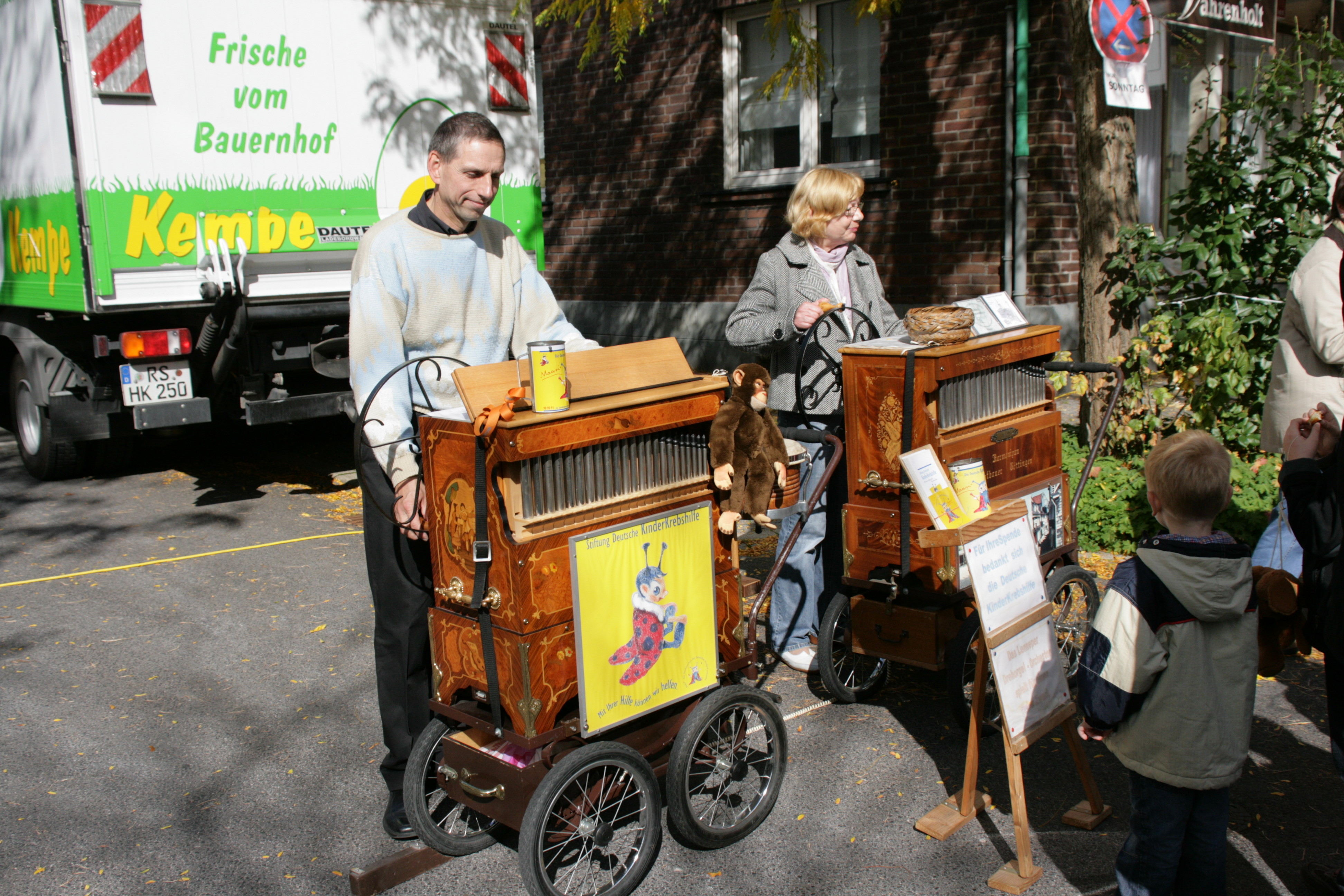
Němečtí flašinetáři na trhu v Remscheidu
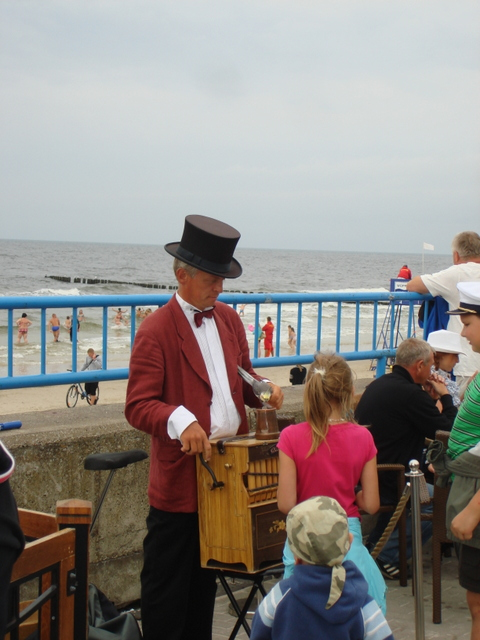
Flašinetář v Kolobřehu na přímořské promenádě (2010)
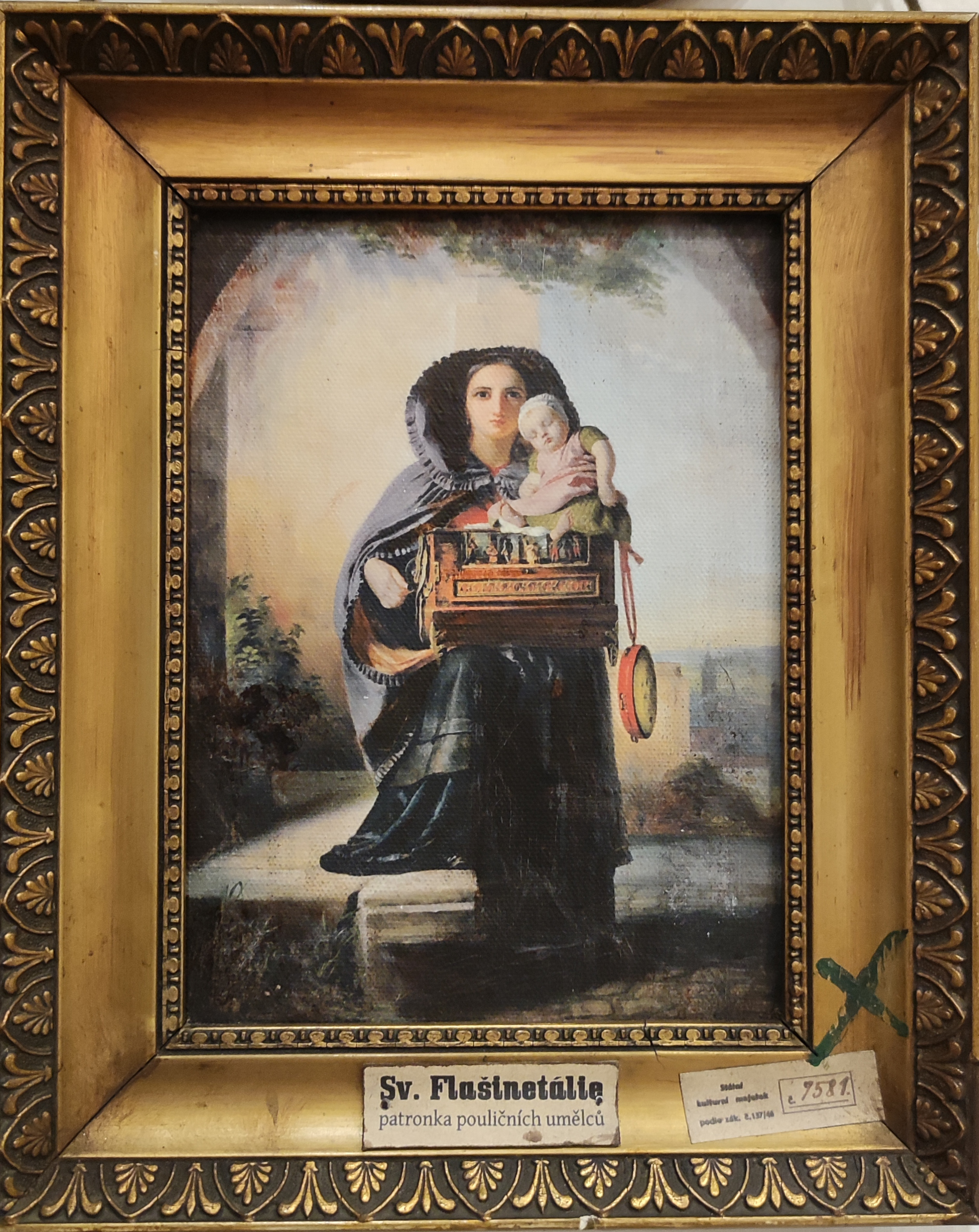
„Poutní obraz“ fiktivní svaté Flašinetálie, soukromá sbírka
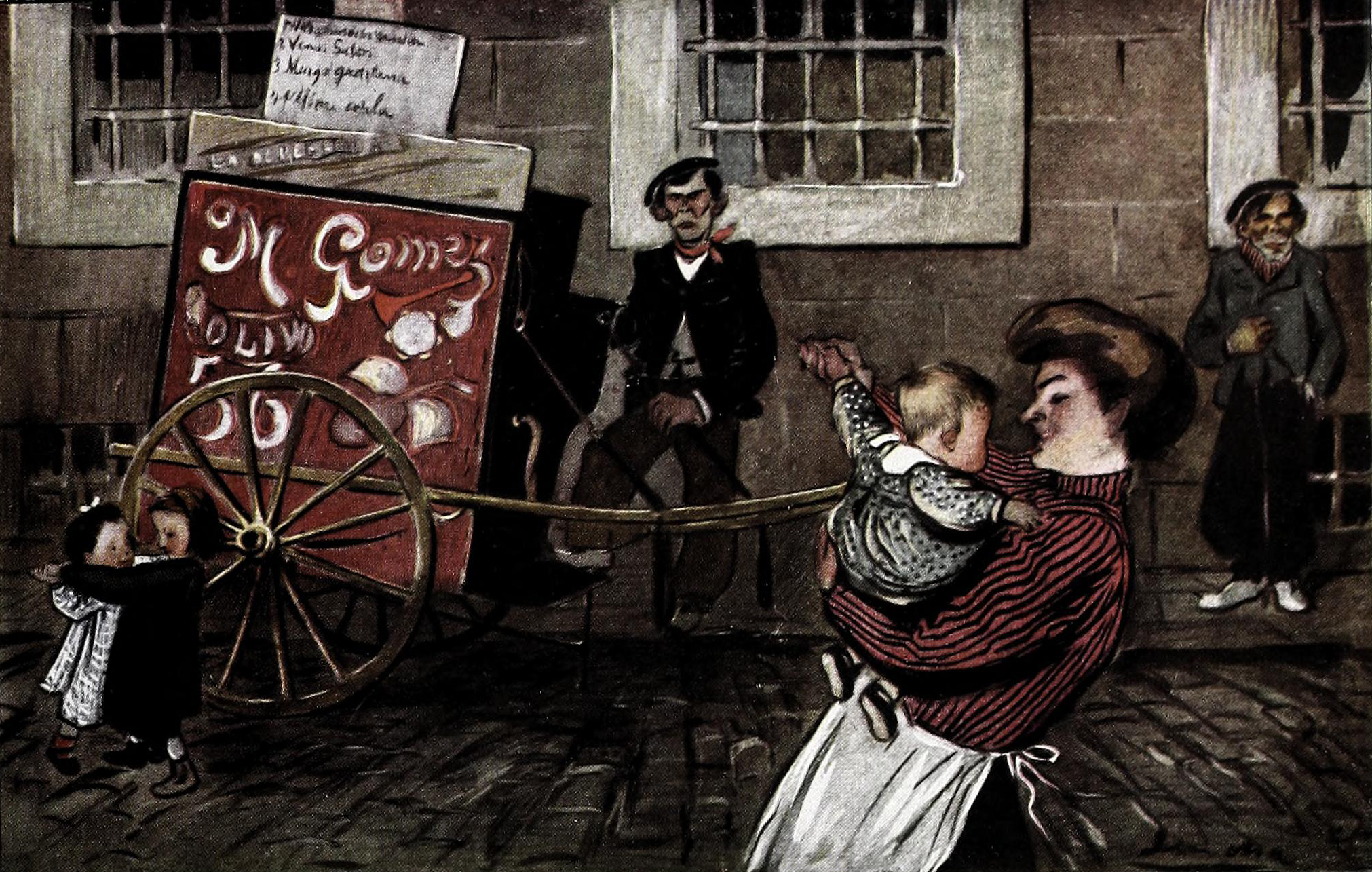
El Organillo
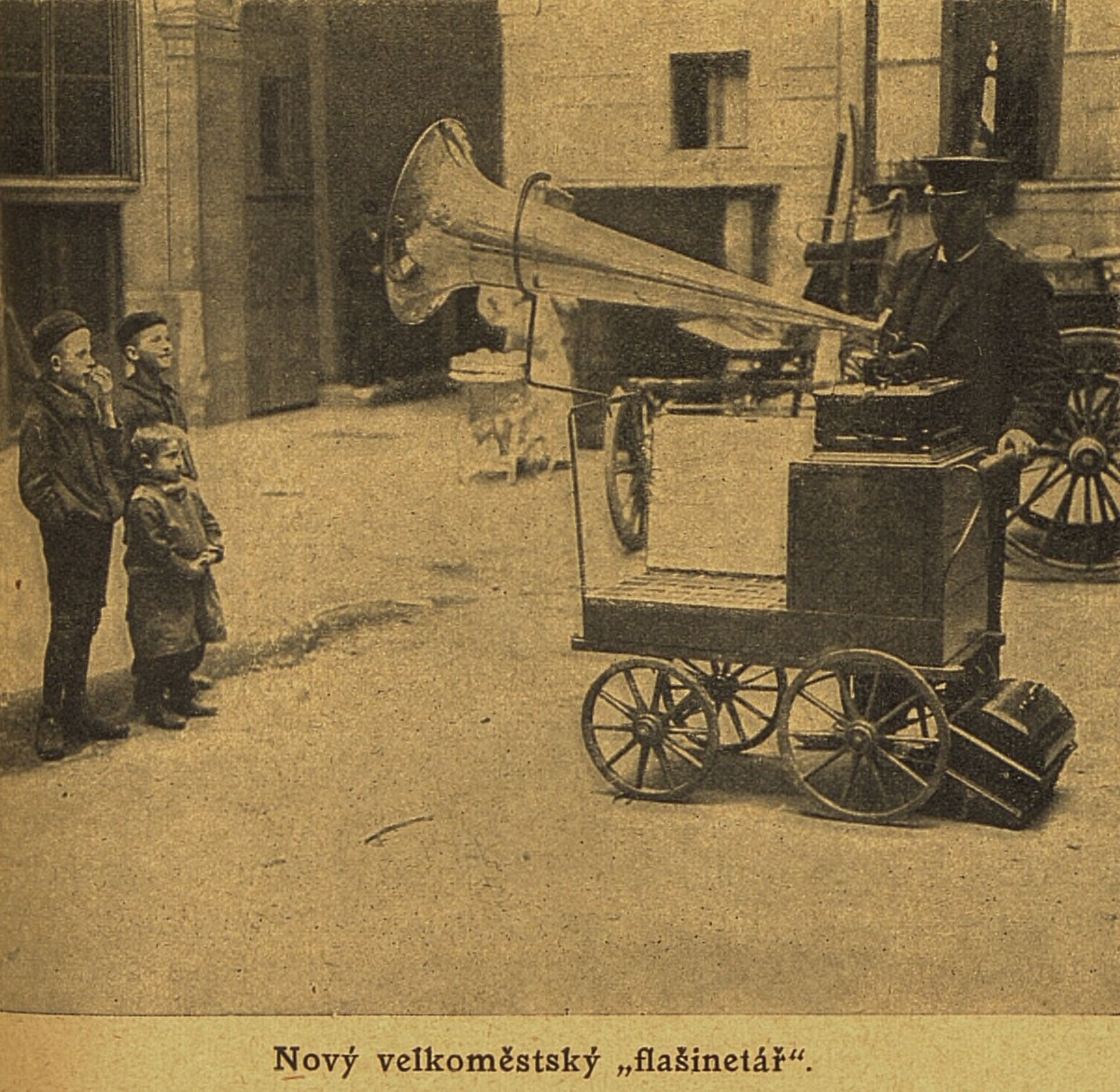
Flašinet nahrazený gramofonem (foto Světozor, 1907)

## Flašinet v umění

### Poezie
Kráva až se pustí vzduchem jako ptáče v smělý let,
až se světa zcela zmizí piano i flašinet (Až, Xaver M. Litoměřický, 1892)

Tak krásně bylo, těžko povědět.
„vždyť jsme jen jednou na světě“
večerem zněl ze vsi flašinet. (Pojď už domů, Josef Holý, 1897)

A přijde doba, kdy flašinet
řídit a vést bude širý svět, (Pochod Flašinetářů, Josef Lukavský, 1908)

Na hradě lípy jeden květ,
zpívá tam pěnkava s kosem,
v nádvoří stojí flašinet
a klíčník s červeným nosem. (Karlštejn, Karel Horký, 1905)

Co ukrývá kolovrátek?
Je to kouzlo,
za poplatek... (Patrik Pařízek, 2023)